# Jan Železný
Jan Železný () (né le 16 juin 1966 à Mlada Boleslav) est un athlète tchèque spécialiste du lancer du javelot.
Triple champion olympique et triple champion du monde, il est l'actuel détenteur du record du monde de la discipline avec 98,48 m, réalisé le 25 mai 1996 à Iéna. Il est considéré comme l'un des plus grands lanceurs de javelot de tous les temps.

## Biographie
Lorsque Jan Zelezný participa aux Jeux olympiques de 1988 à Séoul, il détenait le record du monde du lancer de javelot. Il établit un record olympique dans les tours qualificatifs et mena lors de la finale jusqu'à ce que le dernier lanceur de la dernière manche, le Finlandais Tapio Korjus, le batte de 16 centimètres.
Jan Železný connut ensuite une petite baisse de régime, ne parvenant pas à se qualifier ni pour les championnats d'Europe de 1990 ni pour les championnats du monde de 1991. Cependant, lors des Jeux olympiques de 1992 de Barcelone, Jan Železný était en grande forme. Il n'eut besoin que d'un lancer lors de la finale pour s'adjuger l'or, battant son propre record olympique de 84,12 m. Aux Jeux olympiques de 1996 à Atlanta, Železný — avec ses 77 kg — était le plus léger des concurrents au javelot. Dans la finale, le Britannique Steve Backley prit la tête de la compétition, mais Jan Železný le dépassa dans la deuxième manche avec un lancer qui le mena vers la victoire. À Sydney en 2000, Železný — toujours le plus léger des concurrents — prit une nouvelle fois le dessus sur Steve Backley et établit un nouveau record olympique. Jan Železný est le seul lanceur de javelot de l'histoire olympique à avoir remporté quatre médailles, dont trois d'or. Aux Jeux olympiques d'Athènes en 2004, il termine à la 9e place à cause de blessures à répétition.
Il met un terme à sa carrière le 19 septembre 2006. Il devient membre du Comité international olympique (CIO). Il annonce en septembre 2011 le début d'une collaboration avec le Finlandais Tero Pitkämäki ; ce dernier n'a pas franchi le stade des qualifications aux championnats du monde et veut alors se relancer.

## Palmarès
| Date | Compétition                   | Lieu      | Résultat | Marque  |
| ---- | ----------------------------- | --------- | -------- | ------- |
| 1983 | Championnats d'Europe juniors | Schwechat | 6e       | 71,26 m |
| 1985 | Championnats d'Europe juniors | Cottbus   | 4e       | 75,10 m |
| 1987 | Championnats du monde         | Rome      | 3e       | 82,20 m |
| 1988 | Jeux olympiques               | Séoul     | 2e       | 84,12 m |
| 1992 | Jeux olympiques               | Barcelone | 1er      | 89,66 m |
| 1992 | Coupe du monde des nations    | La Havane | 1er      | 88,26 m |
| 1993 | Championnats du monde         | Stuttgart | 1er      | 85,98 m |
| 1993 | Finale du Grand Prix          | Londres   | 1er      | 88,28 m |
| 1994 | Championnats d'Europe         | Helsinki  | 3e       | 82,58 m |
| 1995 | Championnats du monde         | Göteborg  | 1er      | 89,58 m |
| 1995 | Finale du Grand Prix          | Monaco    | 1er      | 92,28 m |
| 1996 | Jeux olympiques               | Atlanta   | 1er      | 88,16 m |
| 1997 | Championnats du monde         | Athènes   | 9e       | 82,04 m |
| 1997 | Finale du Grand Prix          | Fukuoka   | 1er      | 89,58 m |
| 1999 | Championnats du monde         | Séville   | 3e       | 87,67 m |
| 1999 | Finale du Grand Prix          | Munich    | 2e       | 87,71 m |
| 2000 | Jeux olympiques               | Sydney    | 1er      | 90,17 m |
| 2001 | Championnats du monde         | Edmonton  | 1er      | 92,80 m |
| 2001 | Finale du Grand Prix          | Melbourne | 1er      | 88,98 m |
| 2003 | Championnats du monde         | Paris     | 4e       | 84,09 m |
| 2003 | Finale mondiale               | Monaco    | 2e       | 82,01 m |
| 2004 | Jeux olympiques               | Athènes   | 9e       | 80,59 m |
| 2004 | Finale mondiale               | Monaco    | 3e       | 82,01 m |
| 2005 | Finale mondiale               | Monaco    | 4e       | 83,98 m |
| 2006 | Championnats d'Europe         | Göteborg  | 3e       | 85,92 m |
| 2006 | Finale mondiale               | Stuttgart | 6e       | 81,61 m |

## Statistiques

### Records
| Épreuve           | Performance  | Lieu | Date        |
| ----------------- | ------------ | ---- | ----------- |
| Lancer du javelot | 98,48 m (WR) | Iéna | 25 mai 1996 |

### Meilleures performances de l'année
| Année | Distance                       | Date                           | Lieu                           | Rang                           |
| ----- | ------------------------------ | ------------------------------ | ------------------------------ | ------------------------------ |
| 1986  | 82,48 m                        | 17 août 1986                   | Prague                         |                                |
| 1987  | 87,66 m                        | 31 mai 1987                    | Nitra                          | 1                              |
| 1988  | 86,88 m                        | 28 juin 1988                   | Leverkusen                     | 1                              |
| 1989  | 84,74 m                        | 14 juin 1989                   | Bratislava                     |                                |
| 1990  | 86,52 m                        | 10 juillet 1990                | Auckland                       | 4                              |
| 1991  | 90,72 m                        | 10 juillet 1990                | Lausanne                       | 1                              |
| 1992  | 90,18 m                        | 19 septembre 1992              | Tokyo                          | 3                              |
| 1993  | 95,66 m                        | 29 août 1993                   | Sheffield                      | 1                              |
| 1994  | 91,82 m                        | 4 septembre 1994               | Sheffield                      | 1                              |
| 1995  | 92,28 m                        | 9 septembre 1995               | Monaco                         | 2                              |
| 1996  | 98,48 m                        | 25 mai 1996                    | Iena                           | 1                              |
| 1997  | 94,02 m                        | 26 mars 1997                   | Stellenbosch                   | 1                              |
| 1998  | Aucune performance répertoriée | Aucune performance répertoriée | Aucune performance répertoriée | Aucune performance répertoriée |
| 1999  | 89,06 m                        | 21 juillet 1999                | Paris                          | 4                              |
| 2000  | 90,59 m                        | 24 mars 2000                   | Pretoria                       | 3                              |
| 2001  | 92,80 m                        | 12 août 2001                   | Edmonton                       | 1                              |
| 2002  | 87,77 m                        | 30 juin 2002                   | Sheffield                      | 5                              |
| 2003  | 89,06 m                        | 4 juillet 2003                 | Saint-Denis                    | 2                              |
| 2004  | 86,12 m                        | 8 juin 2004                    | Ostrava                        | 9                              |
| 2005  | 83,98 m                        | 10 septembre 2005              | Monaco                         |                                |
| 2006  | 86,07 m                        | 12 mai 2006                    | Ad Dawhah                      | 6                              |